# 大山志保
大山 志保（おおやま しほ、1977年5月25日 - ）は、宮崎県宮崎市出身の日本の女子プロゴルファーである。所属は大和ハウス工業。ガッツポーズをする様が五木ひろしのこぶしに似ていることから「五木ガッツポーズ」と名付けられている。

## 来歴
10歳から父に教えられゴルフを始めるが、きっかけは大映テレビ制作のドラマ「プロゴルファー祈子」を観ていたからだという。
1993年に私立熊本中央女子高等学校（現・熊本中央高等学校）へ進学。
高校2年生だった1994年から清元登子に師事。同年「日本女子アマチュアゴルフ選手権競技」で優勝した。
1996年に日本大学に進学、「日本女子アマチュア・マッチプレーゴルフ選手権競技」（1997年、1999年）、「日本女子学生ゴルフ選手権競技」（1999年）でそれぞれ優勝した。
大学を中退し、2000年の日本女子プロゴルフ協会（JLPGA）最終プロテストに合格、JLPGA72期生となる。
2002年に年間獲得賞金ランキング（賞金ランク）で29位となり自身初のシード入り。
2003年「ベルーナレディースカップゴルフトーナメント」でJLPGAツアー初優勝。
2005年「マンシングウェアレディース東海クラシック」で、2年ぶりのJLPGAツアー優勝を果たす。同年11月に故郷の宮崎県「宮崎カントリークラブ」で開催された同ツアー公式戦「LPGAツアーチャンピオンシップ・リコーカップ」で、通算5アンダーとし、2位の不動裕理に4打差をつけ公式戦初優勝を飾った。
2006年は4月の「フジサンケイレディスクラシック」、5月の「サロンパスワールドレディスゴルフトーナメント」で優勝する。8月には「クリスタルガイザーレディスゴルフトーナメント」、「NEC軽井沢72ゴルフトーナメント」、「ヨネックスレディスゴルフトーナメント」で優勝。この月は2週連続を含む月間3勝とし、JLPGAツアー記録を達成した。同年は最終的に¥166,290,957を獲得し賞金ランク1位、自身初の賞金女王となる。2003年不動裕理の¥149,325,679を抜き、史上初の1億5千万円超えであった。
2007年は「ニチレイPGMレディス」、「明治チョコレートカップ」の2勝。
2008年「マスターズGCレディース」で優勝、最終的に賞金ランク8位となり、この年まで8年連続賞金シード入りを果たす。同年全米女子プロゴルフ協会（USLPGA）の「Qスクール」に挑戦し、4位タイで翌シーズンのUSLPGAツアー出場資格を得た（カテゴリー11）。
2009年はUSLPGAツアー16試合に出場し、予選通過7回、最高位は単独6位で賞金獲得額は122,540ドル（賞金ランク76位）で2010年のシード権を得た（カテゴリー1）。同年12月にかねてより故障していた左肘の手術を受けた。
JLPGAの特例保障制度の適用を受けて2010年9月の同ツアー「ゴルフ5レディスプロゴルフトーナメント」から復帰したが、賞金ランク57位でシード入りを果たせなかった。同年JLPGAファイナルQTで5位となり翌シーズンの同ツアー出場資格を得た。
2011年10月の「マスターズGCレディース」でポーラ・クリーマーとの3ホールに及ぶプレーオフを制し、2008年以来3年ぶりのJLPGAツアー優勝。同年は最終的に賞金ランク12位でシード復活となった。
2012年は左肩痛で開幕から長期欠場となり、7月の「スタンレーレディスゴルフトーナメント」で復帰。しかし賞金ランクは63位でシード入りを果たせなかった。同年JLPGAファイナルQTで39位となり翌シーズンの同ツアー出場資格を得た。
2013年は夏場に腸腰筋の肉離れの為に2か月ほど欠場したものの、出場した試合では予選落ち無し、「LPGAツアーチャンピオンシップリコーカップ」で公式戦2勝目をあげ、賞金ランク8位でシード復活となった。
2014年は「ゴルフ5レディスプロゴルフトーナメント」、「NOBUTA GROUP マスターズGCレディース」の2勝。
2016年4月24日の「フジサンケイレディスクラシック」で同大会10年ぶりの優勝を果たし、大山はインタビューで優勝賞金全額を「平成28年熊本地震の被災者支援のために寄付します」と表明した。同年8月「リオデジャネイロオリンピックゴルフ競技」において野村敏京と共に日本代表となり、42位となる。
2018年「ヨネックスレディスゴルフトーナメント」で2年ぶりのJLPGAツアー優勝。
2019年は賞金ランク49位となり、2013年からこの年まで7年連続賞金シード入りを果たす。

## 優勝記録
※本項は日本女子プロゴルフ協会プロフィールページに基づく、大会名は優勝当時で表記し、太字は公式戦である。
- 2002年
  - ヴァーナルカップ（ステップ・アップ・ツアー）
- 2003年
  - ベルーナレディースカップゴルフトーナメント
- 2005年
  - マンシングウェアレディース東海クラシック
  - LPGAツアーチャンピオンシップリコーカップ
- 2006年
  - フジサンケイレディスクラシック
  - サロンパスワールドレディスゴルフトーナメント
  - クリスタルガイザーレディスゴルフトーナメント
  - NEC軽井沢72ゴルフトーナメント
  - ヨネックスレディスゴルフトーナメント
- 2007年
  - ニチレイＰＧＭレディス
  - 明治チョコレートカップ
- 2008年
  - マスターズGCレディース
- 2011年
  - マスターズGCレディース
- 2013年
  - LPGAツアーチャンピオンシップリコーカップ
- 2014年
  - ゴルフ5レディスプロゴルフトーナメント
  - NOBUTA GROUPマスターズGCレディース
- 2015年
  - ヨネックスレディスゴルフトーナメント
- 2016年
  - フジサンケイレディスクラシック
- 2018年
  - ヨネックスレディスゴルフトーナメント